# Darian Males
Darian Males, né le 3 mai 2001 à Lucerne en Suisse, est un footballeur suisse, qui évolue au poste d'avant-centre au BSC Young Boys.

## Biographie

### En club
Né à Lucerne en Suisse, Darian Males est formé par le club de sa ville natale, le FC Lucerne. Le 13 juin 2019, il signe son premier contrat professionnel avec son club formateur en même temps que son coéquipier Marco Burch, le liant avec le FC Lucerne jusqu'en juin 2022.
Males joue son premier match en professionnel le 15 septembre 2019 face au FC Wohlen en coupe de Suisse. Il entre en jeu à la place de Ryder Matos et se fait remarquer en inscrivant son premier but en professionnel, participant ainsi à la victoire des siens (0-4 score final). Il fait sa première apparition en Super League le 26 septembre 2019 contre le Neuchâtel Xamax FCS. Il entre en jeu ce jour-là à la place de Francesco Margiotta et son équipe s'impose sur le score de un but à zéro.
Le 16 septembre 2020, il s'engage pour un contrat de quatre ans avec l'Inter Milan. Le 25 septembre suivant il est prêté au Genoa CFC,.
Peu utilisé au Genoa, son prêt se termine lors du mercato hivernal et il est prêté le 15 février 2021 jusqu'à la fin de la saison au FC Bâle,.
Le 21 août 2022, Males se fait remarquer lors d'un match de coupe de Suisse face au FC Allschwil en réalisant un triplé. Il participe ainsi à la victoire de son équipe par cinq buts à zéro,.
Le 19 juillet 2023, Darian Males quitte définitivement l'Inter Milan. Il signe un contrat courant jusqu'en juin 2027 avec le BSC Young Boys.
Males commence la saison 2025-2026 en marquant un but dès la première journée face au Servette FC le 26 juillet 2025. Il contribue à la victoire de son équipe par trois buts à un,. Il est de nouveau buteur le 6 août 2025 lors de la quatrième journée face au FC Bâle en ouvrant le score au bout de dix-sept minutes de jeu. Son équipe est toutefois battue ce jour-là (4-1 score final),.

### En sélection
Darian Males représente la Suisse avec les sélections de jeunes. Avec les moins de 19 ans il est sélectionné pour la première fois le 5 septembre 2019, lors d'une victoire de son équipe contre la Tchéquie (2-0). Il inscrit son premier but le 16 novembre de la même année, lors d'une défaite contre l'Autriche (2-1). Trois jours plus tard il réalise un triplé après être entré en jeu lors de la large victoire de son équipe face à Gibraltar (1-16 score final).
Males joue son premier match avec l'équipe de Suisse espoirs le 30 mai 2021, lors d'un match amical face à l'Irlande. Il est titularisé lors de cette rencontre remportée par son équipe par deux buts à zéro.